# 서울상계초등학교
서울상계초등학교는 대한민국 서울특별시 노원구 상계동에 있는 공립 초등학교이다.

## 연혁
- 1946년 9월 11일 양주군 창동국민학교 상계분교장으로 개교(6학급, 직원3명, 아동375명)
- 1949년 5월 5일 상계국민학교로 인가
- 1963년 1월 1일 서울시로 편입[1](서울상계국민학교)
- 1970년 5월 18일 신상계국민학교로 분리(아동 2,672명, 교사 33명)
- 1973년 9월 1일 노원국민학교로 분리(908명)
- 1975년 10월 1일 중계국민학교로 분리(2,013명)
- 1983년 9월 1일 계상국민학교로 분리(1,555명)
- 1988년 2월 20일 당현국민학교로 분리(434명)
- 1988년 6월 18일 상수국민학교로 분리(849명)
- 1988년 12월 1일 상곡국민학교(1130명), 동일국민학교(134명) 분리
- 1994년 12월 1일 축열식 난방기 설치
- 1995년 11월 15일 조리실 및 어린이 식당 개관
- 1996년 3월 1일 서울상계초등학교로 개칭[2]
- 2002년 9월 3일 민간참여 컴퓨터실(제2컴퓨터실) 개관
- 2009년 9월 20일 학교재건축 1차공사 완공
- 2010년 11월 19일 학교재건축 2차공사 완공
- 2011년 2월 28일 상계도서관, 중앙현관, 꿈이 자라는 쉼터(2층복도) 설치
- 2011년 3월 1일 제22대 김상우 교장 부임
- 2011년 3월 2일 온종일 엄마품 돌봄교실 설치 운영
- 2011년 7월 8일 실과실, 탁구실, 나비생태관, 상계꿈터 설치
- 2011년 9월 23일 학습준비물 지원센터 설치
- 2012년 3월 2일 다목적실 설치, 시청각실 리모델링, 상담실 및 복지실 개설
- 2012년 5월 4일 제1회 어린이날 기념 상계어린이 축제(놀이마당 및 과학 축제)
- 2012년 8월 25일 영어전용교실 개관
- 2012년 9월 18일 제1회 나비축제
- 2012년 12월 3일 Wee 클래스 개관
- 2017년 3월 1일 병설유치원 개원(2학급)
- 2017년 8월 20일 체육관 정비[3]
- 2018년 5월 23일 도서실 환경개선 사업(친환경 소파 및 바닥재)
- 2018년 7월 27일 학부모회실 및 녹색학부모회실 정비
- 2018년 9월 1일 제24대 윤대희 교장 부임
- 2018년 9월 7일 전 교실 복도 창문 안전난간대 및 방충망 설치
- 2019년 1월 2일 각 교실 공기청정기 설치
- 2019년 1월 7일 돌봄교실 환풍기 및 배수펌프 설치, 하수 배관공사, 체육관 냉난방기 보호대 설치
- 2019년 8월 6일 옥상 안전난간 보강 공사
- 2020년 2월 11일 제72회 졸업식(58명, 누계 24247명)
- 2020년 3월 1일 20학급(특수 2학급 포함) 편성

## 학교 상징
- 우리 학교 꽃 - 목련 : 번영, 자연에의 사랑을 꽃말로 갖는 목련은 아름다우면서도 오만하지 않고 은은한 동방의 기품이 서려있고, 곧은 줄기는 선비의 굳은 절개를 나타낸다고 한다. 원산지는 중국이며 1억년 전 화석이 발견된 식물학적으로 제일 오래된 꽃나무로 천년화라고 불린다.
- 우리 학교 나무 - 은행나무 : 겉씨 식물의 일종으로 잎은 부채꼴이고, 오리발 모양이고, 꽃은 4월에 피는 나무로 수형이 크고 열매, 잎 등이 약용 및 식용으로 쓰이는 유용한 식물이다. 특히 병충해가 없고 짙은 그늘을 제공해 주어 정자목이나 풍치목, 가로수로 널리 분포되어 있다.

## 참고 자료
- 서울상계초등학교 - 한국교육학술정보원 학교알리미